# Dirofilaria immitis
Dirofilaria immitis (лат.) — вид круглых червей из надсемейства филярий (Filarioidea). Паразиты хищных млекопитающих, преимущественно собак. В качестве хозяев также могут выступать другие псовые, кошки, хорьки и морские львы; в очень редких случаях происходит заражение человека. Половозрелые стадии обитают в кровеносных сосудах лёгких и в правом желудочке сердца. Заболевание может протекать в тяжёлой форме и приводить к гибели животного. Для замыкания жизненного цикла этого вида необходимо участие переносчика, в роли которого выступают комары семейства Culicidae.

## История изучения
Первое описание сердечных червей у собаки было в США в «Западной газете медицины и хирургии» (англ. The Western Journal of Medicine and Surgery) в 1847. У кошачьих они были описаны в 1920-х. Научное описание этого вида сделано Джозефом Лейди в 1856 году. В 1895 году Шарль Бланшар описал нематоду Dirofilaria magalhaesi из кровеносной системы человека. Дальнейшее сравнение описания показало идентичность этого вида с Dirofilaria immitis. Лёгочная форма заболевания человека, вызванного Dirofilaria immitis, была описана в 1954 году, но подтвердить это удалось только в 1965 году, когда были проведены гистопатологические исследования.

## Описание
Взрослые дирофилярии имеют длину 12—20 см (самцы) и 25-31 см (самки), ширину 0,7—0,9 мм (самцы) и 1,0—1,3 мм (самки). У самцов задний конец тела сужающийся и спирально загнут, у самок задний конец тела тупой. Для вида характерно яйцеживорождение. Самка рождает червеобразных личинок, называемых микрофиляриями. Длина их около 300 мкм, а ширина около 7 мкм.

## Хозяева
Хозяевами Dirofilaria immitis являются животные, представители семейств кошачьи (Felis, Panthera), псовые (Canis, Vulpes, Urocyon), медвежьи (Ursus arctos), енотовые (Nasua), хомяковые (Ondatra zibethicus), ушастые тюлени (Zalophus californianus), человекообразные обезьяны (Pongo pygmaeus, Hylobates lar), и человек. Промежуточными хозяевами являются комары родов Aedes, Culex, Anopheles и Mansonia.

## Цикл развития
Микрофилярии с кровью попадают в начале в кишечник комара, а затем в течение двух суток проникают в клетки мальпигиевых сосудов, где протекает их дальнейшее развитие. Попав в мальпигиевы сосуды, микрофилярии укорачиваются и утолщаются. Через 13—14 дней после начала развития микрофилярии мигрируют в головной отдел насекомого. Продолжительность развития в комарах составляет от 15 до 17 суток. В теле окончательного хозяина развитие происходит вначале в сосудах, а только после четвёртой линьки они мигрируют в сердце примерно на 60—70 сутки развития. Полное формирование половой системы и оплодотворение Dirofilaria immitis происходит примерно на 120 сутки развития. Микрофилярии у собак обнаруживаются через 190—200 дней после заражения.
Численность микрофилярий изменяется в зависимости от сезона, повышаясь в летний период. Это связано с циклами размножения комаров-переносчиков. Микрофилярии способны выживать в органах кровообращения более двух лет после переливания инфицированной крови. Отмечено также, что собаки могут оставаться носителями микрофилярий более семи лет после экспериментального заражения. Микрофилярии обладают способностью мигрировать через сосуды плаценты и могут заражать щенков в утробе матери. Подобная трансплацентарная передача паразита происходит однако очень редко.

## Распространение
Одно время их распространение ограничивалось южной частью Соединённых Штатов, сейчас же они распространились почти во всех местах, где живут комары. Заражение этими паразитами было зафиксировано во всех штатах США, за исключением Аляски, и в тёплых районах Канады. Высокий уровень заражённых был зафиксирован в полосе шириной 150 миль вдоль побережья США от Техаса до Нью-Джерси, а также на протяжении берегов реки Миссисипи. Также сердечные черви встречаются в Южной Америке, южной части Европы, Южной Азии, на Среднем Востоке, в Австралии и Японии. В Африке является сравнительно редким заболеванием. В настоящее время этот вид обнаружен на всех материках, кроме Антарктиды.